# Живописное
Живопи́сное  (до 1948 года Беки́-Эли́; укр. Живописне, крымскотат. Beki Eli, Беки Эли) — село в Симферопольском районе Республики Крым, входит в состав Урожайновского сельского поселения (согласно административно-территориальному делению Украины — Урожайновского сельского совета Автономной Республики Крым).

## Население
| 2001 | 2014 | 2021 |
| ---- | ---- | ---- |
| 104  | ↘97  | ↗144 |

Всеукраинская перепись 2001 года показала следующее распределение по носителям языка
| Язык             | Процент |
| ---------------- | ------- |
| крымскотатарский | 75      |
| русский          | 20,19   |
| украинский       | 3,85    |

### Динамика численности
| - 1805 год — 48 чел. - 1889 год — 109 чел. - 1915 год — 0/90 чел. - 1926 год — 68 чел. - 1939 год — 105 чел. | - 1989 год — 73 чел. - 2001 год — 104 чел. - 2001 год — 113 чел. - 2014 год — 97 чел. |

## Современное состояние
В Живописном 1 улица — Загорская, площадь, занимаемая селом, 12 гектаров, на которой в 33 дворах, по данным сельсовета на 2009 год, числилось 113 жителей.

## География
Село Живописное расположено в центре района, в 15 километрах к северу от центра Симферополя, ближайшая железнодорожная станция Симферополь — примерно в 17 километрах. Живописное находится на южной окраине степной зоны Крыма, в долине Чуюнчи, высота центра села над уровнем моря — 261 м. Соседнее село Урожайное — около 3 километров ниже по долине, с других сторон село окружено дачными посёлками. Транспортное сообщение осуществляется по региональной автодороге 35Н-539 (по украинской классификации С-0-11345).

## История
Первое документальное упоминание села встречается в Камеральном Описании Крыма… 1784 года, судя по которому, в последний период Крымского ханства Беки-Эли (записано как Бечи Эли) входил в Чоюнчинский кадылык Акмечетского каймаканства. После присоединения Крыма к России (8) 19 апреля 1783 года, (8) 19 февраля 1784 года, именным указом Екатерины II сенату, на территории бывшего Крымского Ханства была образована Таврическая область и деревня была приписана к Симферопольскому уезду. После Павловских реформ, с 1796 по 1802 год, входила в Акмечетский уезд Новороссийской губернии. По новому административному делению, после создания 8 (20) октября 1802 года Таврической губернии, Беки-Эли был включён в состав Кадыкойскои волости Симферопольского уезда.
По Ведомости о всех селениях в Симферопольском уезде состоящих с показанием в которой волости сколько числом дворов и душ… от 9 октября 1805 года, в деревне Бикай-Эли числилось 9 дворов и 48 жителей, исключительно крымских татар. На военно-топографической карте генерал-майора Мухина 1817 года обозначен Беки ели с 10 дворами. После реформы волостного деления 1829 года деревню Беки ели, согласно «Ведомости о казённых волостях Таврической губернии 1829 года», передали в состав Сарабузской волости. На карте 1836 года в деревне 18 дворов, а на карте 1842 года Беки Эли обозначен условным знаком «малая деревня», то есть, менее 5 дворов. В «Списке населённых мест Таврической губернии по сведениям 1864 года» деревни, почему-то, нет, хотя на трехверстовой карте 1865—1876 года в Беки-Эли обозначено 18 дворов.
В 1860-х годах, после земской реформы Александра II, деревню приписали к Сарабузской волости. В «Памятной книге Таврической губернии 1889 года» по результатам Х ревизии 1887 года записана Беки-Эли с 15 дворами и 109 жителями.
После земской реформы 1890-х годов, Беки-Эли отнесли к Подгородне-Петровской волостии. По Статистическому справочнику Таврической губернии. Ч.II-я. Статистический очерк, выпуск шестой Симферопольский уезд, 1915 год, в деревне Беки-Эли Подгородне-Петровской волости Симферопольского уезда числилось 10 дворов с русским населением без приписных жителей, но с 90 — «посторонними», из которых 50 мужчин и 40 женщин. В хозяйствах имелось 40 лошадей и 20 коров.
После установления в Крыму Советской власти, по постановлению Крымревкома от 8 января 1921 года была упразднена волостная система и село включили в состав вновь созданного Подгородне-Петровского района Симферопольского уезда, а в 1922 году уезды получили название округов. 11 октября 1923 года, согласно постановлению ВЦИК, в административное деление Крымской АССР были внесены изменения, в результате которых был ликвидирован Подгородне-Петровский район и образован Симферопольский и село включили в его состав. Согласно Списку населённых пунктов Крымской АССР по Всесоюзной переписи 17 декабря 1926 года, в селе Беки-Эли, в составе упразднённого к 1940 году Муса-Аджи-Элинского сельсовета Симферопольского района, числилось 11 дворов, все крестьянские, население составляло 68 человек, все русские. По данным всесоюзная перепись населения 1939 года в селе проживало 105 человек.
После освобождения Крыма в 1944 году, 12 августа того же года было принято постановление № ГОКО-6372с «О переселении колхозников в районы Крыма» и в сентябре 1944 года в район приехали первые новосёлы (214 семей) из Винницкой области, а в начале 1950-х годов последовала вторая волна переселенцев из различных областей Украины. С 25 июня 1946 года Беки-Эли в составе Крымской области РСФСР.
Указом Президиума Верховного Совета РСФСР от 18 мая 1948 года, Беки-Эли переименовали в Живописное. 26 апреля 1954 года Крымская область была передана из состава РСФСР в состав УССР. Решением облисполкома от 10 августа 1954 года был создан Урожайновский сельсовет, в который включили село.
Указом Президиума Верховного Совета УССР «Об укрупнении сельских районов Крымской области», от 30 декабря 1962 года Симферопольский район был упразднён и село присоединили к Белогорскому. 1 января 1965 года, указом Президиума ВС УССР «О внесении изменений в административное районирование УССР — по Крымской области», вновь включили в состав Симферопольского. По данным переписи 1989 года в селе проживало 73 человека. С 12 февраля 1991 года село в восстановленной Крымской АССР, 26 февраля 1992 года переименованной в Автономную Республику Крым. С 21 марта 2014 года в составе Крыма аннексировано Россией.